# Tensta gymnasium
Tensta gymnasium (tidigare Ross Tensta Gymnasium) är en kommunal gymnasieskola i Tensta i Stockholm. Skolan har lång och gedigen erfarenhet i att utbilda nyanlända ungdomar. 2014 blev arbetslaget för språkintroduktion tilldelade priset "årets arbetslag" av Stockholm stad.
Sedan höstterminen 2019 har skolan stängt tills vidare, enligt Stockholms stad "i väntan på vidare beslut kring Tensta gymnasiums framtid."

## Historik
Tensta gymnasium etablerades efter att innerstadsskolan Norra Latin hade lagts ner 1982. I två år bedrevs undervisningen i Norra latins lokaler med namnet Tensta gymnasium i Norra Latin. 1984 överflyttades verksamheten till nybyggda lokaler strax väster om Tensta centrum. Skolhuset samt intilliggande Tenstahallen och Tensta Träff ritades av arkitekt Gösta Uddén i en blandning av modernism och traditionell asiatisk arkitektur. Han valde gedigna material som rött tegel, mönstergjuten omålad betong, limträ och svartmålat stål.
På platsen stod tidigare bondgården Lilla Tenstas boningshus som hörde till gården Stora Tensta. Fastigheten där skolan sedermera uppfördes kallades därför Lilla Tensta 1. Byggnaden är blåklassad av Stadsmuseet i Stockholm, vilket innebär att bebyggelsens kulturhistoriska värde av stadsmuseet anses motsvara fordringarna för byggnadsminnen i Kulturmiljölagen. 

## Ross Tensta gymnasium

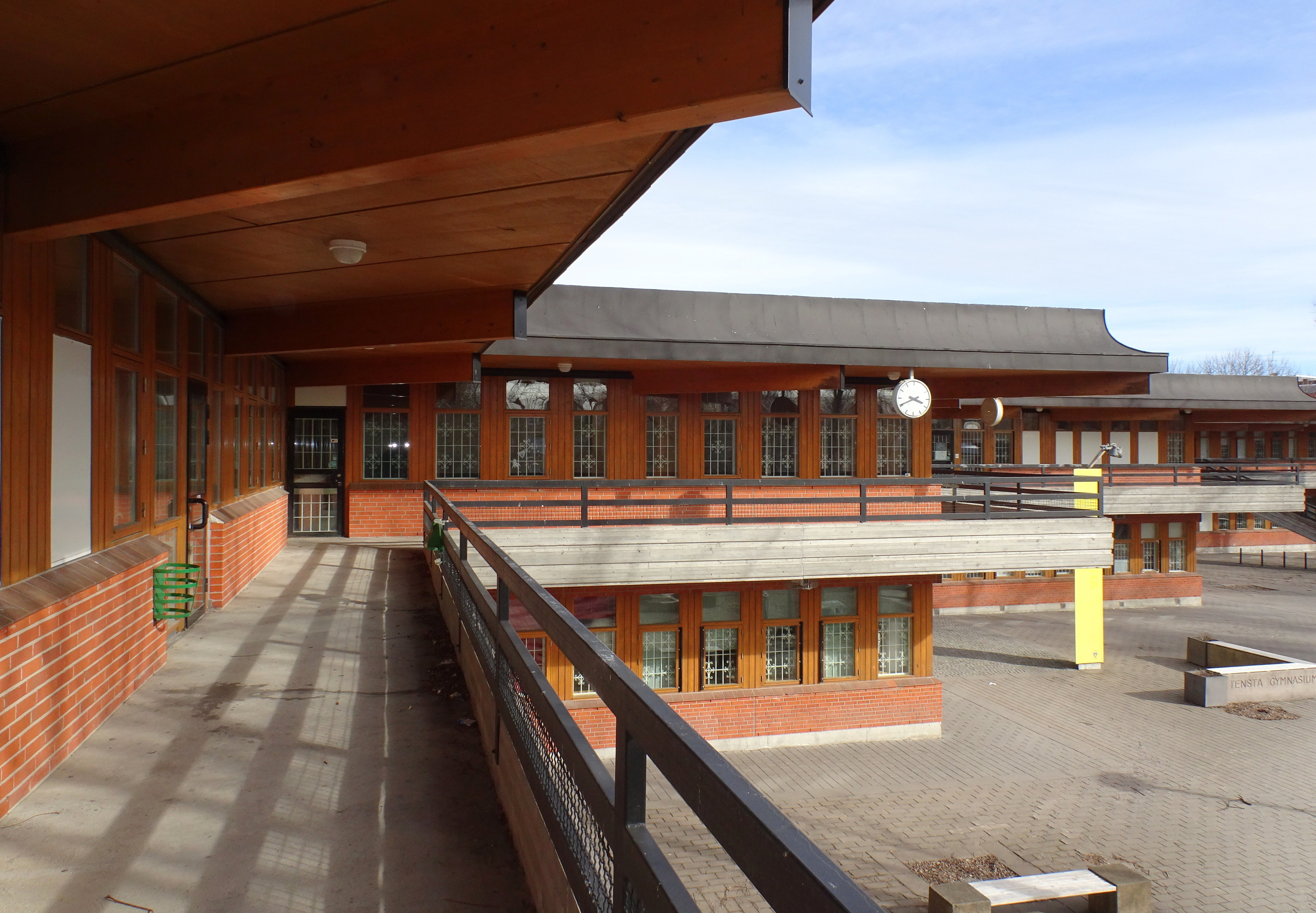
Tensta gymnasium, mars 2017.

Under några år hette skolan Ross Tensta gymnasium och det så kallade Rossprojektet genomfördes som pågick mellan 2003 och 2007. Projektet skulle göra skolan mer attraktiv och locka elever från andra stadsdelar. Därigenom skulle även invandrarungdomars integration i det svenska samhället främjas. Men Rossundervisningen blev inte framgångsrik och medelbetyg, andel elever som fullföljde sin utbildning samt andel elever som uppnådde grundläggande högskolebehörighet sjönk under åren 2004–2006. År 2016 avbröts Rossundervisningen på Tensta gymnasium.

## Undervisning
Under år 2017 renoverades skolans ventilationssystem och under tiden erbjöds språkintroduktion för 150–200 elever. Stockholms stads långsiktiga plan för skolan är tillsvidare att den successivt ska utöka sin verksamhet och erbjuda fler gymnasiala program. Utbildningen ska fokusera på att leda eleverna vidare till ytterligare studier eller arbete. Tensta Community Center (TCC) har varit en del av skolans verksamhet som organiserat olika aktiviteter för skolans elever efter skoltid. Från höstterminen 2019 är dock skolan tillsvidare stängd i väntan på Stockholms stads beslut om dess framtida verksamhet.